# Miconazole
Le miconazole (R14889, sel nitrique) est un antimycosique imidazolé utilisé fréquemment dans des sprays topiques, des crèmes et lotions appliquées sur la peau pour guérir les infections fongiques tels que le pied d'athlète et l'intertrigo inguinal. Il peut aussi servir en usage interne pour traiter les infections vaginales dues à des levures.
En cas d'utilisation par quelqu'un sous l'anticoagulant warfarine, le miconazole peut provoquer un effet secondaire pouvant entraîner des hémorragies.

## Synthèse
Le miconazole est synthétisé à partir de la 2,4-dichloroacétophénone.

## Divers
Le miconazole fait partie de la liste des médicaments essentiels de l'Organisation mondiale de la santé (liste mise à jour en avril 2013).
La molécule favorise la remyélinisation des neurones sur un modèle animal, ce qui en fait une piste pour le traitement de la sclérose en plaques.